# Hans Simonsson
Hans Simonsson (Fargaryd, 1º maggio 1962) è un ex tennista svedese.
Suo fratello Stefan è stato un tennista professionista.

## Carriera
A livello giovanile si fa notare per la semifinale raggiunta al Torneo di Wimbledon 1979 dove viene sconfitto da David Siegler.
Tra i professionisti ha ottenuto i risultati migliori nel doppio, in questa specialità ha vinto dodici titoli raggiungendo l'ottava posizione mondiale nel novembre 1983.
Nei tornei dello Slam ha raggiunto due finali al Roland Garros, vincendo nel 1983.
In Coppa Davis ha giocato un totale di nove match con la squadra svedese vincendone sei.

## Statistiche

### Doppio

#### Vittorie (12)
| Numero | Data | Torneo                      | Superficie    | Compagno         | Avversari in finale             | Punteggio               |
| 1.     | 1981 | ATP Linz, Linz              | Cemento (i)   | Anders Järryd    | Brad Drewett Pavel Složil       | 6–4, 7–6                |
| 2.     | 1981 | Torneo Godó, Barcellona     | Terra rossa   | Anders Järryd    | Hans Gildemeister Andrés Gómez  | 6–1, 6–4                |
| 3.     | 1982 | ATP Linz, Linz (2)          | Cemento       | Anders Järryd    | Rod Frawley Paul Kronk          | 6–2, 6–0                |
| 4.     | 1982 | Swedish Open, Båstad        | Terra rossa   | Anders Järryd    | Joakim Nyström Mats Wilander    | 0–6, 6–3, 7–6           |
| 5.     | 1982 | Torneo Godó, Barcellona (2) | Terra rossa   | Anders Järryd    | Carlos Kirmayr Cássio Motta     | 6–3, 6–2                |
| 6.     | 1982 | Ancona Open, Ancona         | Sintetico (i) | Anders Järryd    | Tim Gullikson Bernard Mitton    | 4–6, 6–3, 7–6           |
| 7.     | 1983 | Open di Francia, Parigi     | Terra rossa   | Anders Järryd    | Mark Edmondson Sherwood Stewart | 7–6(4), 6–4, 6–2        |
| 8.     | 1983 | Torneo Godó, Barcellona (3) | Terra rossa   | Anders Järryd    | Jim Gurfein Erick Iskersky      | 7–5, 6–3                |
| 9.     | 1983 | Stockholm Open, Stoccolma   | Cemento (i)   | Anders Järryd    | Peter Fleming Johan Kriek       | 6–3, 6–4                |
| 10.    | 1984 | Masters Doubles WCT, Londra | Sintetico (i) | Anders Järryd    | Pavel Složil Tomáš Šmíd         | 1–6, 6–3, 3–6, 6–4, 6–3 |
| 11.    | 1984 | Sydney Indoor, Sydney       | Cemento (i)   | Anders Järryd    | Mark Edmondson Sherwood Stewart | 6–4, 6–4                |
| 12.    | 1985 | Dutch Open, Hilversum       | Terra rossa   | Stefan Simonsson | Carl Limberger Mark Woodforde   | 6–3, 6–4                |